# Jan Kott
Jan Kott (27 d'octubre de 1914, Varsòvia, Polònia - 23 de desembre de 2001, Santa Monica, Califòrnia, Estats Units) és un conegut crític i teòric teatral polonès del segle xx.

## Biografia
Jan Kott va estudiar lletres a Varsòvia, on va néixer, es traslladà a París, on s'estigué des del 1938, amb beca, abans de tornar a Polònia abans de la guerra. Fou membre de la Resistència a Polònia. Després de la Segona Guerra Mundial va fer classes de literatura francesa a Wrocław, i també de literatura polonesa a Varsòvia. Kott fou un gran defensor del realisme.
Va realitzar un gran treball de divulgació d'aquesta tradició expressiva realista, d'acord amb l'època i la situació política. Tanmateix, decebut profundament per les consignes partidàries, s'allunyà el 1957 de la línia oficial i trià una perspectiva independent. Això el va conduir a les seves grans interpretacions de la cultura occidental.
Va emigrar als Estats Units el 1966 com a lector primer a la Universitat Yale i després a Berkeley. Va fer també classes a la Universitat hebrea de Jerusalem cap als volts de 1975. A Amèrica del Nord va participar-hi al The New Republic, Partisan Review i The New York Review of Books. De fet, va morir a Santa Mònica, Califòrnia, després d'una crisi cardíaca. Només va tornar una vegada a Varsòvia, el 1981.

## Obres
Kott fou un poeta, poliglota i crític. Va traduir Molière, Diderot, Sartre, Ionesco, Albert Camus i altres autors a l'anglès. Escrigué més de trenta llibres, i destaquen els seus treballs sobre la tragèdia grega i sobre Shakespeare. En aquest segon cas, l'interpreta molt existencialment, com Eugène Ionesco i Samuel Beckett. L'edició anglesa del seu famós llibre sobre el dramaturg anglès, amb pròleg de Peter Brook, s'anomenava Shakespeare, el nostre contemporani, i la posada en escena d'El Rei Lear pel mateix Brook estigué molt influenciada per Kott. A més a més, escrigué sobre teatre japonès, un teatre que sempre va admirar, i també sobre les dues grans figures poloneses del teatre de la segona meitat del segle XX: Jerzy Grotowski i Tadeusz Kantor.
- Mitologia i realisme (1946)
- Apunts sobre Shakespeare (1969)
- Les menges dels déus (1977)
- Shakespeare, el nostre contemporani (2002)
- Theater Notebook
- Rierol de pedra, assaigs sobre el teatre japonès
- The Bottom Traslation